# Stephen Muchoki
Stephen „Steve“ Muchoki (* 23. Dezember 1956) ist ein ehemaliger kenianischer Boxer. Er war Weltmeister 1978 und Silbermedaillengewinner der Weltmeisterschaften 1974.

## Karriere

### Amateur
Muchoki gewann 1974 im Halbfliegengewicht die Commonwealth Games 1974. Im selben Jahr erreichte er das Finale der Weltmeisterschaften in Havanna. In diesem stand ihm der Kubaner Jorge Hernández gegenüber, dem er mit 5:0 Punktrichterstimmen unterlag. Ebenfalls 1974 wurde Muchoki in Kampala Afrikameister. 1976 sollte Muchoki bei den Olympischen Spielen in Montreal starten. Aufgrund des Boykotts Kenias und fünfzehn weiterer afrikanischer Staaten konnte er jedoch nicht teilnehmen.
Bei den Weltmeisterschaften 1978 wurde Muchoki nach Siegen unter anderem über Sami Buzoli aus Jugoslawien (5:0) und Jorge Hernández (4:1) Weltmeister. Er war damit der erste Kenianer, der diesen Titel erringen konnte. Im selben Jahr errang er nach einer knappen Finalniederlage gegen Francis Musankabala aus Sambia (3:2) die Silbermedaille der Afrikaspiele, revanchierte sich aber für diese Niederlage im Finale der Commonwealth Games 1978, welches er gewann.

### Profi-Karriere
1979 wurde Muchoki in Dänemark Profi. Mit seinem siebten Sieg im siebten Kampf gewann er den Commonwealth-Titel im Fliegengewicht. Vier weitere Siege später wurde er 1982 Herausforderer des WBA-Weltmeisters Santos Benigno Laciar aus Argentinien. Er verlor den auf fünfzehn Runden angesetzten Kampf in der dreizehnten Runde durch TKO. Kurz darauf verlor Muchoki gegen Keith Wallace auch seinen Commonwealth-Titel. Muchoki kehrte nun zurück nach Kenia und errang den Titel der African Boxing Union. Er verlor den Titel 1986 an Nana Konadu, und nach einer weiteren Niederlage beendete er 1988 seine Karriere nach 14 Siegen in 19 Kämpfen.